# Preaek Dambouk
Preaek Dambouk es una comuna (khum) del distrito de Srei Santhor, en la provincia de Kompung Cham, Camboya. En marzo de 2008 tenía una población estimada de 8970 habitantes.
Se encuentra ubicada en la llanura camboyana, al sureste del lago Sap (Tonlé Sap) y a escasa distancia del río Mekong y de la frontera con Vietnam.